# Tawit Boonperm
Tawit Boonperm (thailändisch ทวิช บุญเพิ่ม, * 18. Oktober 1987) ist ein thailändischer Fußballspieler.

## Karriere
Tawit Boonperm stand bis Ende 2017 beim Nakhon Pathom United FC unter Vertrag. Wo er vorher gespielt hat, ist unbekannt. Der Verein aus Nakhon Pathom spielte in der zweiten Liga, der Thai League 2. Ende 2017 musste der Verein in die vierte Liga zwangsabsteigen. Nach dem Zwangsabstieg verließ er den Verein und schloss sich dem Zweitligisten Trat FC aus Trat an. Mit Trat wurde er am Ende der Saison Vizemeister und stieg in die erste Liga auf. Nach dem Aufstieg verließ er Trat und ging nach Bangkok. Hier unterschrieb er einen Vertrag beim Viertligisten Thonburi United FC. Nach zwei Jahren in Bangkok wechselte er Anfang 2020 nach Samut Sakhon. Hier verpflichtete ihn der in der zweiten Liga spielende Samut Sakhon FC. Für Samut bestritt er zwölf Ligaspiele. Die Saison 2021/22 spielte er bei seinem ehemaligen Verein Thonburi United. Für den mittlerweile in der Bangkok Metropolitan Region der dritten Liga spielenden Verein bestritt er 21 Ligaspiele. Zu Beginn der Saison 2022/23 unterschrieb er einen Vertrag beim Drittligisten Nonthaburi United S.Boonmeerit FC. Mit dem Verein aus der Hauptstadt, der ebenfalls in der Bangkok Metropolitan Region, spielte, bestritt er zehn Ligaspiele. Im Dezember 2022 wurde sein Vertrag nicht verlängert.

## Erfolge
Trat FC
- Thailändischer Zweitligavizemeister: 2018  ▲